# China Lake Acres
China Lake Acres es un lugar designado por el censo ubicado en el condado de Kern en el estado estadounidense de California. En el año 2000 tenía una población de 2011 habitantes y una densidad poblacional de 122.3 personas por km².

## Geografía
China Lake Acres se encuentra ubicado en las coordenadas 35°38′26″N 117°45′50″O / 35.64056, -117.76389. Según la Oficina del Censo, la ciudad tiene un área total de 14,4 km² (5,6 mi²), de la cual 14,4 km² (5,6 mi²) es tierra y 0 km² (0 mi²) 0.00% es agua.

## Demografía
Los ingresos medios por hogar en la localidad eran de $35,375, y los ingresos medios por familia eran $39,408. Los hombres tenían unos ingresos medios de $39,643 frente a los $20,536 para las mujeres. La renta per cápita para la localidad era de $17,146. Alrededor del 17.2% de la población estaban por debajo del umbral de pobreza.